# Todd Frazier
Todd Brian Frazier (Point Pleasant, 12 febbraio 1986) è un giocatore di baseball statunitense, terza base per i Sussex County Miners della Frontier League.

## Carriera

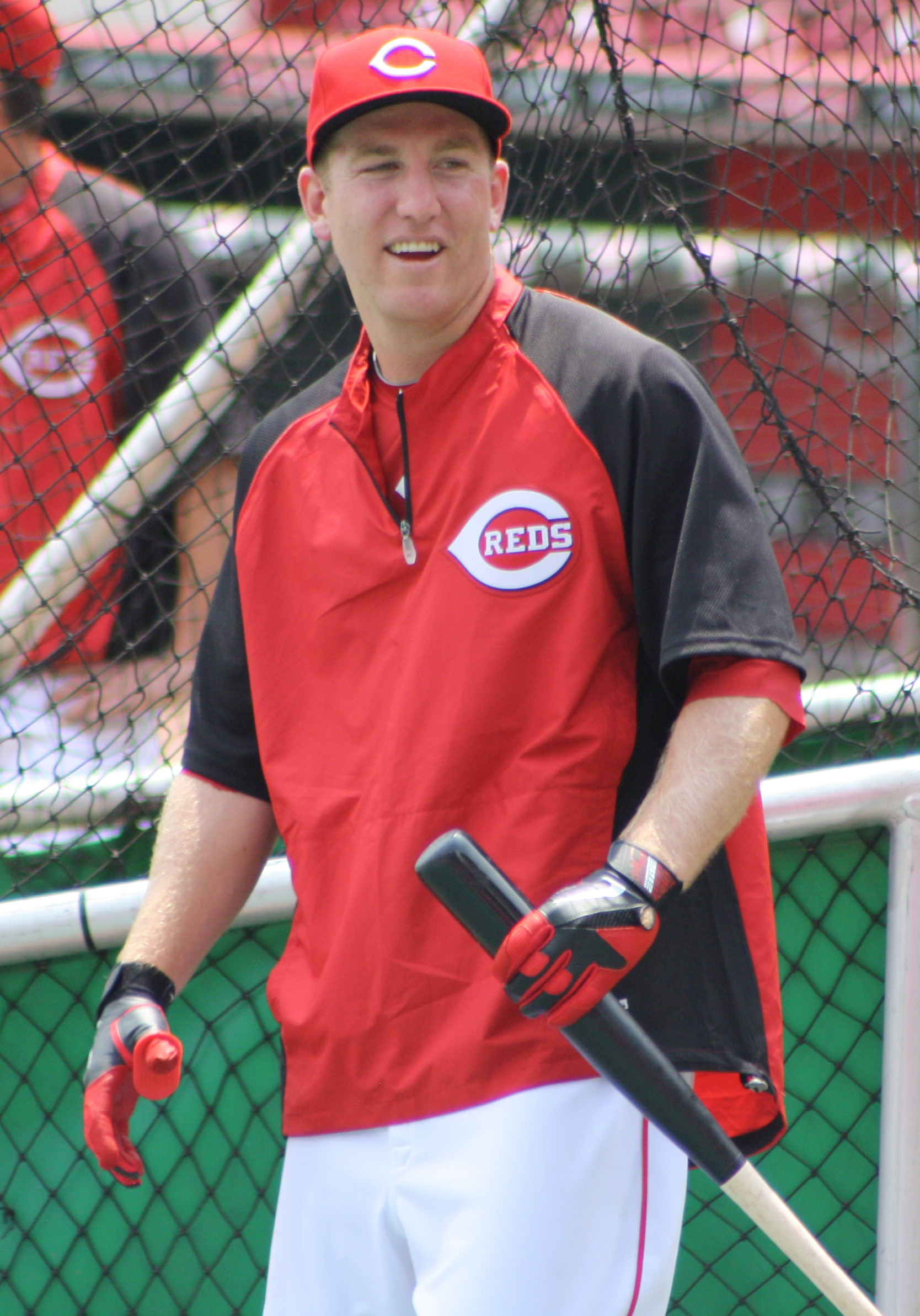
Frazier con i Reds nel 2012

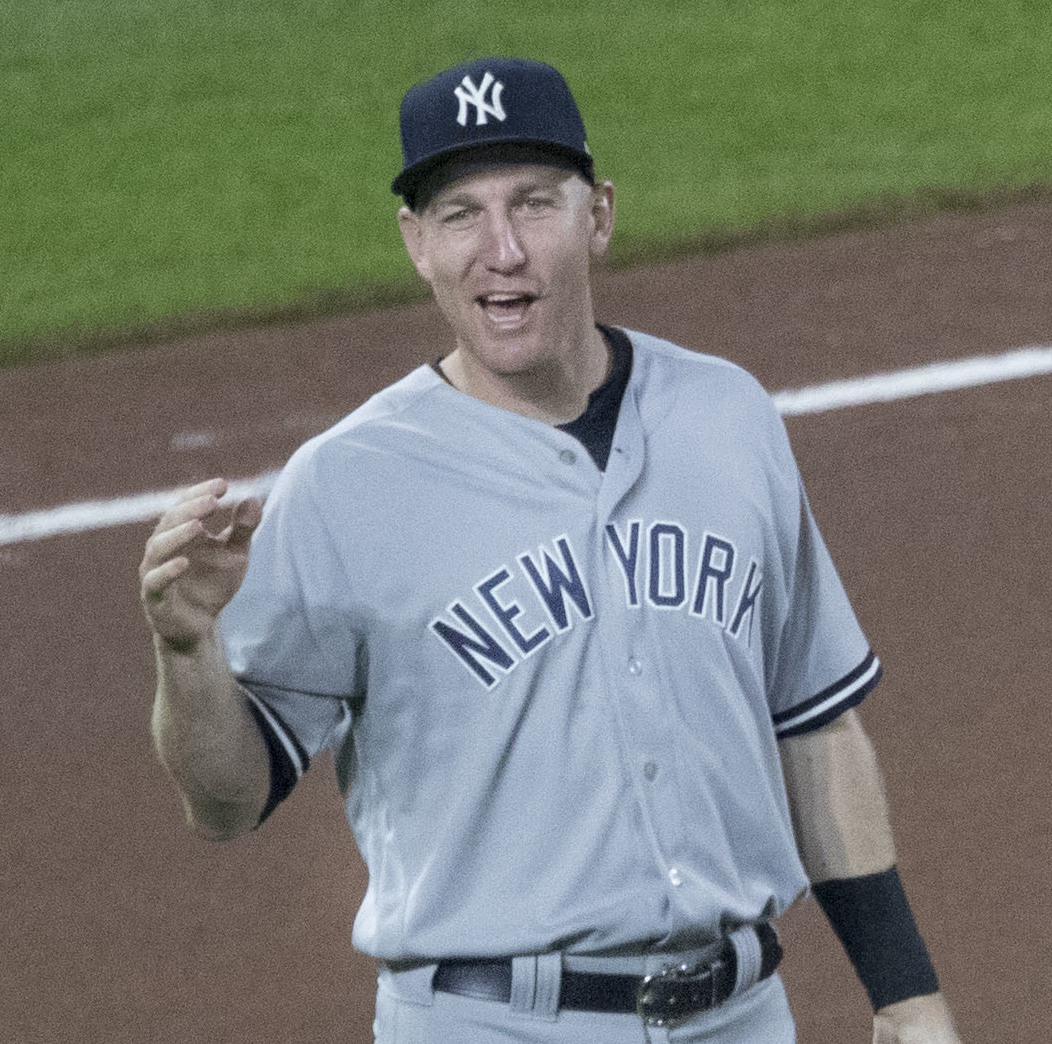
Frazier con gli Yankees nel 2017

### Gli inizi
Frazier nacque a Point Pleasant nel New Jersey, e crebbe a Toms River una cittadina nella stessa contea. È il più giovane di tre fratelli e ha di origini scozzesi da parte di padre.
Frazier venne originariamente selezionato nel 37 turno del draft MLB 2004 dai Colorado Rockies. Non firmò, e si iscrisse alla Rutgers University di New Brunswick. Nel 2006 partecipò con la nazionale statunitense ai campionati universitari, uscendone vittorioso assieme alla squadra e conquistando la medaglia d'oro.

### Minor League (MiLB)
I Cincinnati Reds selezionarono Frazier come 34a scelta assoluta durante il draft 2007. Giocò parte della stagione 2009 e integralmente le stagioni 2010 e 2011 in AAA con i Louisville Bats. 

### Major League (MLB)
Frazier debuttò nella MLB il 23 maggio 2011, al Citizens Bank Park di Filadelfia contro i Philadelphia Phillies. Batté il suo primo fuoricampo il 31 luglio. Il 27 maggio 2012 Frazier colpì un fuoricampo inusuale, infatti durante lo swing gli sfuggì la mazza, tuttavia la pallina impattò correttamente. Nel luglio 2014 fu convocato al suo primo All-Star Game. Nel 2015 fu il vincitore del home run derby.
Il 16 dicembre 2015, Frazier fu scambiato con i Chicago White Sox come parte di uno scambio che coinvolse oltre alle due squadre anche i Los Angeles Dodgers.
Il 18 luglio 2017, i White Sox scambiarono Frazier assieme a Tommy Kahnle e David Robertson con i New York Yankees, in cambio di Blake Rutherford, Tyler Clippard, Ian Clarkin e Tito Polo.
Arrivato a New York Frazier, dovette cambiare il numero della sua casacca dal numero 21 al 29, visto che il n.21 (anche se non ufficialmente) è stato ritirato dagli Yankees in onore dell'esterno Paul O'Neill. Frazier dichiarò che scelse il numero 21 proprio per omaggiare O'Neill visto che crebbe come fan degli Yankees, comunicò inoltre l'intenzione di parlare con O'Neill per chiedergli il permesso di indossare il suo numero. Il 2 novembre divenne free agent.
Il 7 febbraio 2018, Frazier firmò un contratto di 2 anni per un valore complessivo di 17 milioni di dollari, con i New York Mets.
Il 15 gennaio 2020, Frazier firmò un contratto di un anno con i Texas Rangers, con un'opzione del club per il 2021.
Il 31 agosto 2020, i Rangers scambiarono Frazier e Robinson Chirinos con i New York Mets per due giocatori da nominare in seguito. Divenne free agent a fine stagione.
Il 19 febbraio 2021, Frazier firmò un contratto di minor league con i Pittsburgh Pirates con un invito allo Spring Training incluso. Il 26 marzo, Frazier si svincolò dal contratto di minor league, diventando free agent. Tuttavia il 30 marzo, rifirmò con i Pirates un nuovo contratto di minor league. Il 22 aprile venne richiamato in MLB, dove disputò 13 partite, prima di essere designato per la riassegnazione il 10 maggio. Tre giorni dopo, il 13 maggio, i Pirates lo assegnarono alla Tripla-A, trasferimento che Frazier tuttavia rifiutò, diventando nuovamente free agent.

### Leghe indipendenti
Il 9 giugno 2021, Frazier firmò con i Sussex County Miners della Frontier League, una lega indipendente, per prepararsi ai giochi della XXXII Olimpiade. Al termine della stagione, rinnovò il contratto con i Miners per la stagione 2022.

## Palmarès

### Nazionale
- Giochi Olimpici:  Medaglia d'Argento

Team USA: 2020

### Club
- MLB All-Star: 2

2014, 2015
- Esordiente del mese della NL: 1

agosto 2012
- Giocatore della settimana della NL: 1

31 maggio 2015
- Vincitore del Home Run Derby: 1

2015